# Solfataras

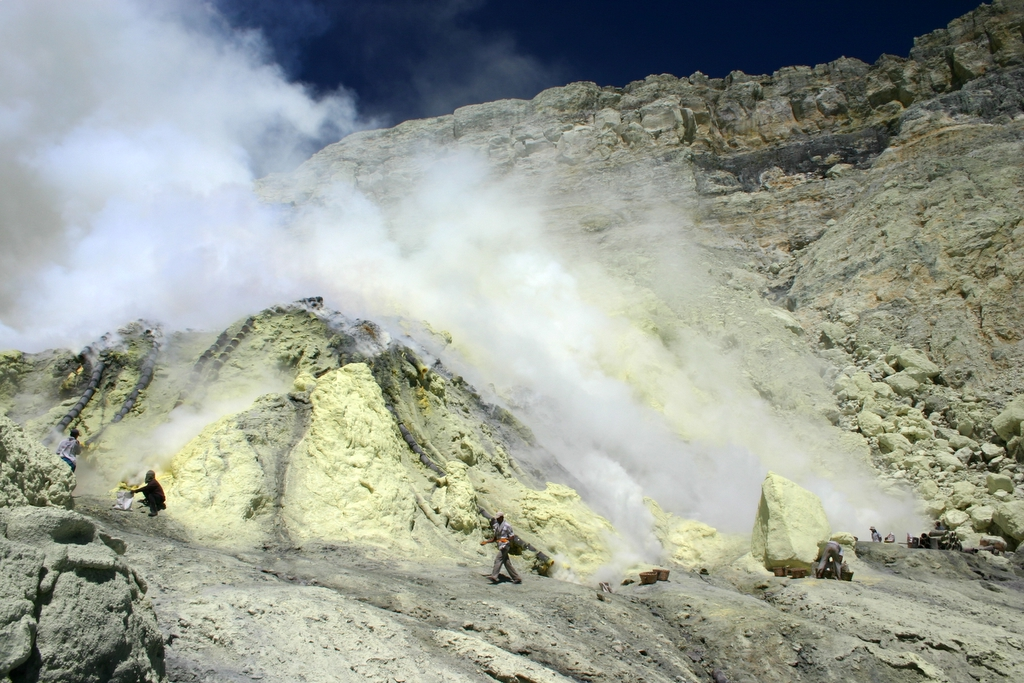
Vista de la solfatara de Kawah Ijen donde se puede observar a mineros extrayendo azufre.

Se denomina solfatara a un tipo de terreno geológico donde se desprende, por las fisuras, vapor de agua que contiene ácido sulfhídrico (hidrógeno sulfurado). Se llama también solfataras a los depósitos de azufre que resultan de estas efusiones gaseosas. En los terrenos volcánicos, es una abertura por donde salen, a diversos intervalos, vapores sulfurosos.
Las solfataras son una variación de las fumarolas que se diferencia por su mayor riqueza en vapor de agua, temperatura sensiblemente menor (inferior a 200 °C) y por expulsar chorros intermitentes de vapor de agua, hidrógeno sulfurado, gas carbónico y otros gases.
Se encuentran solfataras sobre todo en Islandia y en el parque nacional de Yellowstone. Se dice a menudo de la solfatara que recuerda a un paisaje lunar.